# Gauloises

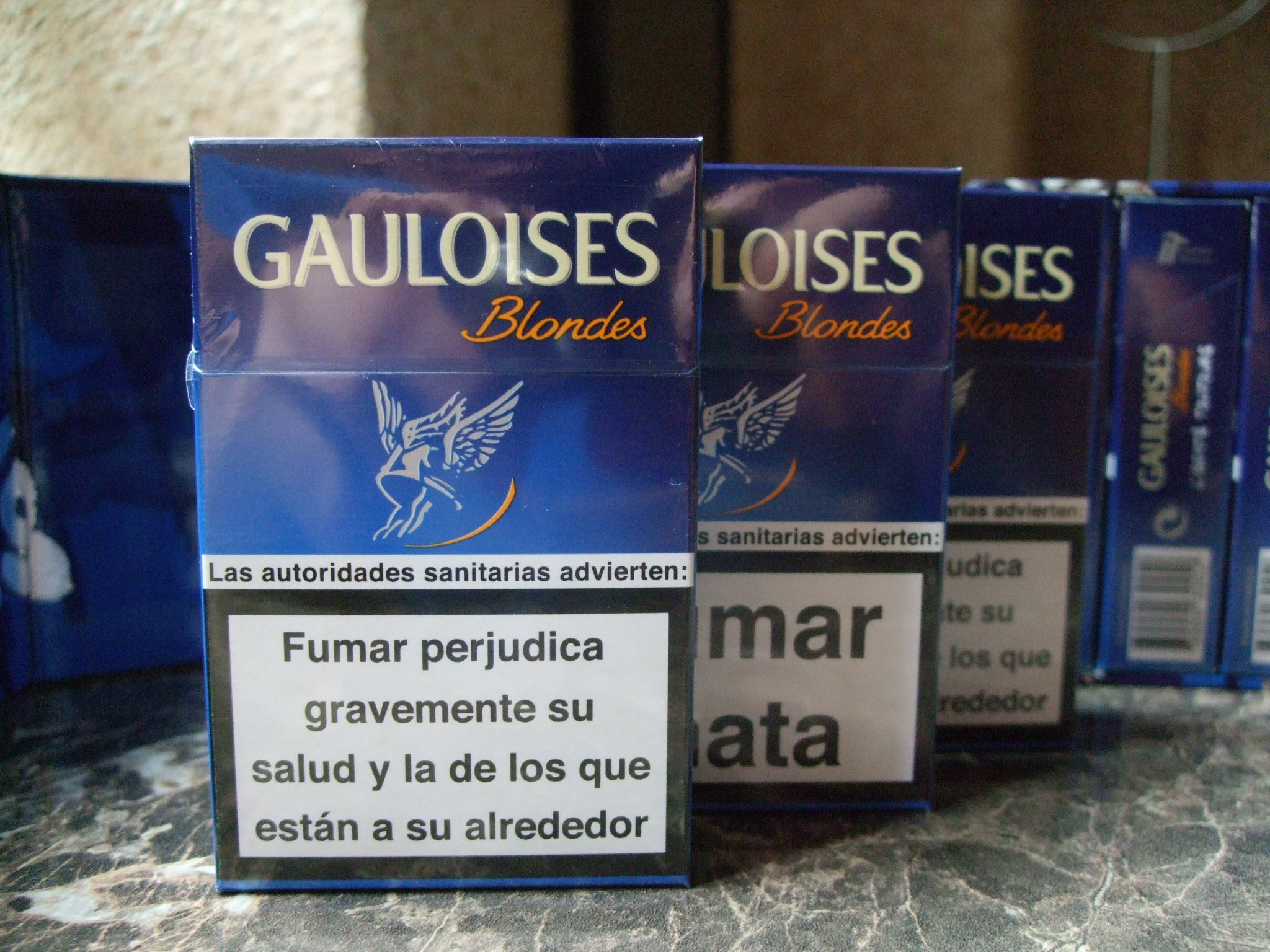
Gauloises Blondes

Gauloises (произносится примерно как «голуа́з») — марка сигарет французского производства. Производится компанией Imperial Tobacco, после того как в январе 2008 года ею была куплена компания Altadis.

## О сигаретах
Традиционные Gauloises — короткие и толстые сигареты без фильтра, издающего сильный характерный аромат темного табака, поставляемого из Сирии и Турции.

## История бренда
Сигареты Gauloises впервые появились в 1910 году. В 1984 году бренд был переименован в Gauloises Blondes.
В годы Второй мировой войны эти сигареты пользовались популярностью во Франции. В период режима Виши у них был неофициальный девиз: «Liberté, toujours» (Свобода, всегда). Эту марку предпочитали некоторые видные деятели искусства того времени, такие как Пабло Пикассо. Gauloises также курили Жан-Поль Сартр, Хулио Кортасар, Альбер Камю, Жан Бодрийяр, Джим Моррисон и многие другие.

## В литературе
В стихотворении московского поэта  Всеволода Емелина «Герой», персонаж похожий на Эрнеста Хемингуэя курит «крепчайший Голуаз».
Также сигареты Голуаз курила любительница частного сыска Даша Васильева, персонаж одноимённой серии иронических детективов от Дарьи Донцовой.
В рассказе «Ослик должен быть худым» Сергея Довлатова персонаж Джон Смит выкуривает утром крепчайшую сигарету «Голуаз».

## Галерея

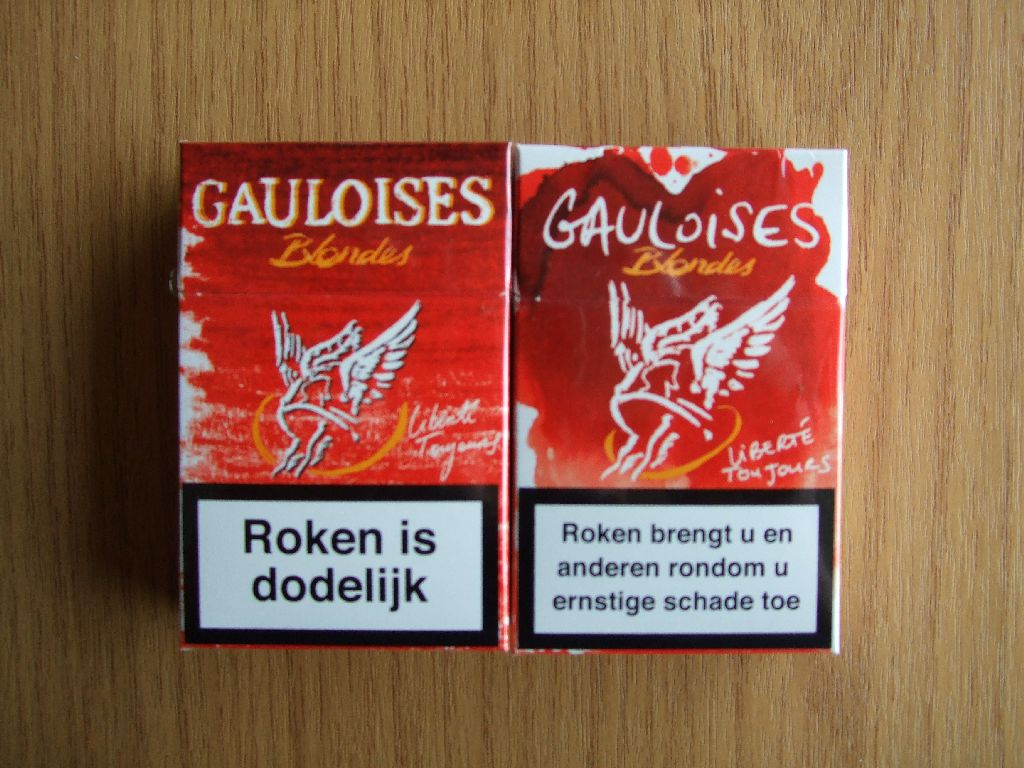
Gauloises limited editions from the Netherlands
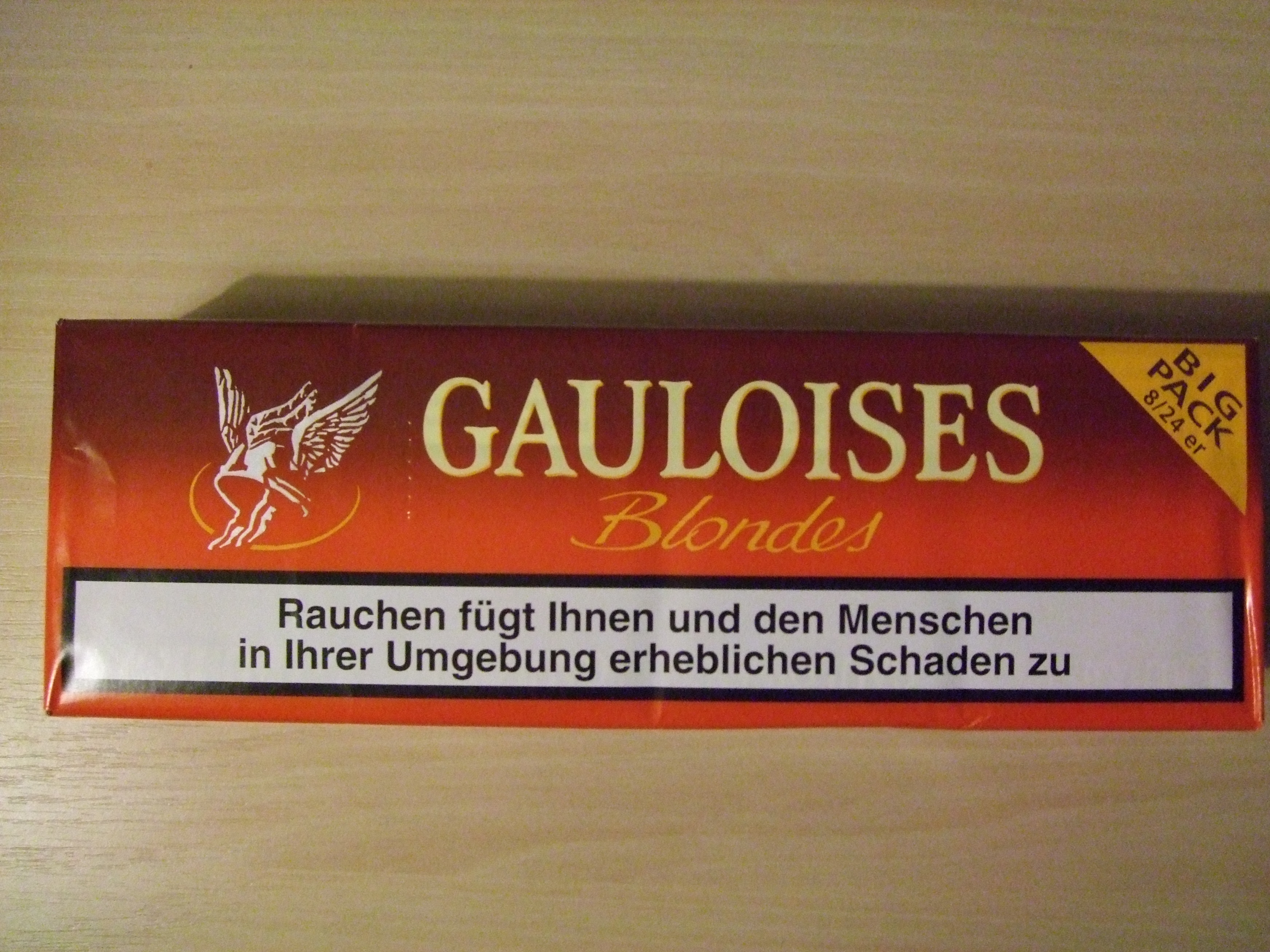
Carton of German Big Pack (8x24) Gauloises